# Denton and Caldecote
Denton and Caldecote est une paroisse civile du Cambridgeshire, en Angleterre.